# 手足浴
手足浴（てあしよく）は、手と足だけを浴槽につけ入浴する方法。入浴法の一つ。
従来、医療施設や家庭で行われていたものだが、専用の入浴装置が販売されるようになり、リラクゼーション施設、エステティックサロン、針灸・マッサージ院などでも用いられるようになった。業務用として行われているものは、浴剤に特長を持たせているものが多く、各種入浴剤、漢方薬、アロマオイル、炭酸泉などを用いている。ゲルマニウム温浴でも手足を浸す。
健康人15名での実験では、手浴では、心拍数と交感神経機能の指標が増加、足浴では、心拍数の減少と副交感神経機能の指標の増加、手足浴ではこうした増減が不明確になり、淡水では交感神経、炭酸泉では副交感神経の指標の増加が見られた。同一研究者による似たような研究がある。
入浴による温熱療法としての効果は、全身浴と比較して身体に掛かる負荷が比較的少ないとされる。医療施設では、ベッドに寝た人では手足浴（寝たまま）となるが、座ることが可能となれば介助つきの入浴もできる目安となる。酸素消費量が重要となる重症の患者では、時間をあけて部分的に実施することで、ケアの影響を最小限にできる。介助のための手足浴に洗浄剤を使用すると、手足がカサカサしていたため、保湿効果のあるセラミドの入った入浴剤を使い水分量・油分量を改善した例がある。手術後の睡眠状態を改善する目的で、30名で手術後から1週間、手足浴とマッサージで合計5-10分を実施、あるいは何もしないグループと比較して、これまでの日常の睡眠に近づいたとする研究がある。